# Khomyakovite
La khomyakovite est un minéral extrêmement rare du groupe de l'eudialyte, de formule chimique Na12Sr3Ca6Fe3Zr3W(Si25O73)(O,OH,H2O3(Cl,OH)2,. La formule originale a été étendue pour montrer la présence à la fois des groupes silicates cycliques et de l'emplacement du silicium en M4, selon la nomenclature du groupe de l'eudialyte. Certains atomes de niobium remplacent le tungstène dans la khomyakovite. La khomyakovite est un analogue ferreux de la manganokhomyakovite, le deuxième minéral étant un peu plus courant. Ces deux minéraux sont les seuls membres du groupe, aux côtés de la taséqite, à avoir du strontium en quantité suffisante pour définir l'espèce. Bien que de nombreux autres membres du groupe puissent présenter des variations dans la quantité de strontium, cela n'affecte pas leur classification en tant qu'espèces distinctes. La khomyakovite est le troisième minéral du groupe eudialyte avec du tungstène essentiel (après la johnsénite-(Ce) et la manganokhomyakovite). 
Le nom du minéral rend hommage à Alexander Petrovich Khomyakov (1933-2012), de l'Institut de minéralogie, de géochimie et de chimie cristalline des éléments rares, Moscou, Russie, pour ses vastes contributions à la minéralogie et à la géochimie.

## Gisement et associations
La khomyakovite, la manganokhomyakovite, la johnsénite-(Ce) et l'oneillite (en), quatre minéraux du groupe de l'eudialyte ont leur localité type située dans le Mont Saint-Hilaire, au Québec. Ce complexe intrusif alcalin est l'une des dix collines montérégiennes, une série de plutons apparentés, alignés le long de la vallée du Saint-Laurent qui est devenu bien connu pour sa diversité d’espèces minérales ; en effet, cette diversité se manifeste également dans la large variation chimique des minéraux du groupe de l'eudialyte de cette localité. Les pegmatites des roches agpaïtiques et miaskitiques ultra-alcalines présentent une diversité minérale encore plus grande que les pegmatites granitiques. La carrière Poudrette du Mont Saint-Hilaire est en 2023 l'unique gisement de khomyakovite recensé au monde. 
La khomyakovite elle-même est associée à l'analcime, à l'annite, à la natrolite, à la titanite, à la calcite et à la pyrite.